# براد وينغ
براد وينغ (بالإنجليزية: Brad Wing)‏ هو لاعب كرة قدم أمريكية أمريكي، ولد في 27 يناير 1991 في ملبورن في أستراليا.

## وصلات خارجية
- براد وينغ على موقع مرجع كرة القدم المحترفة.كوم (الإنجليزية)